# Secret Codes and Battleships
Secret Codes and Battleships é o quarto álbum solo do cantor australiano Darren Hayes, lançado em outubro de 2011.
Lançado mundialmente, o álbum marcou o retorno do cantor após 4 anos desde o seu último disco de inéditas. Este álbum também marca um retorno de Darren à música pop, após dois trabalhos mais conceituais e de música eletrônica.

## Produção
Secret Codes and Battleships foi gravado ao redor do mundo, entre Estocolmo, Los Angeles, Londres e Sydney. Darren trabalhou com diversos compositores e produtores, entre eles Robert Orton (Lady Gaga), Carl Falk (The Wanted, Nicole Sherzinger, One direction), Phil Thornalley (Pixie Lott, Natalie Imbruglia), Steve Robson (Taylor Swift, Take That) e Walter Afanasieff (Savage Garden).

## Lançamento
Originalmente previsto para 2010, o lançamento do álbum ocorreu somente no segundo semestre de 2011. O primeiro single "Talk Talk Talk" foi lançado mundialmente em 24 de junho; seguido por "Bloodstained Heart" na Austrália, em 5 de setembro de 2011; e "Black out the Sun", que foi lançado em 02 de outubro no Reino Unido.
O álbum foi lançado na Austrália em 21 de outubro de 2011. No Reino Unido, a data de lançamento foi em 24 de outubro. Nos Estados Unidos e Canadá, saiu somente em 25 de outubro, após o lançamento em outras partes do mundo. Ainda em outubro de 2011, Darren iniciou uma pequena turnê promocional intitulada The Secret Tour, com shows pelo Reino Unido e pela Austrália.
O álbum foi lançado em CD, LP e em MP3 e também em 3 versões diferentes: a versão simples em CD e MP3, a versão limitada em CD duplo, com o álbum e um disco bônus, e a versão especial, com CD duplo e LP.
Em outubro de 2012, um ano após seu lançamento, o disco foi indicado ao ARIA Awards, na categoria Best Adult Contemporary Album.

## Faixas
1. "Taken By The Sea"
2. "Don't Give Up"
3. "Nearly Love"
4. "Black out the Sun"
5. "Talk Talk Talk"
6. "Bloodstained Heart"
7. "God Walking Into The Room"
8. "Hurt"
9. "Roses"
10. "Stupid Mistake"
11. "Cruel Cruel World"
12. "The Siren's Call"

### CD Bônus
1. "Explode"
2. "Perfect"
3. "Tiny Little Flashlights"
4. "Nothing"
5. "Glorious"
6. "Talk Talk Talk" (Live in the Attic)
7. "Black out the Sun" (Live in the Attic)

## Paradas musicais
| Parada semanal (2011)           | Posição |
| ------------------------------- | ------- |
| Australia Albums Chart          | 10      |
| Australian Artists Chart        | 3       |
| Australia Top 50 Digital Albums | 8       |
| UK Albums Chart                 | 29      |
| UK Album Downloads Top 40       | 34      |